# 유그어
유그어(Yugh)는 시베리아 중부 예니세이강 남부 유역의 원주민 중 하나인 유그인들이 쓰던 언어로, 케트어와 가까운 예니세이어족 언어였다. 한때 고립된 케트어의 일개 방언인 "남부 케트어"로서 불리기도 했으나 최근에는 별개 언어로 간주된다.
언어는 이제 사실상 사멸한 것으로 보이나 극소수의 수동적 화자가 아직 살아있을 가능성이 있다. Edward Vajda는 케트어가 1972년에 이미 사멸했다고 여기나, 1990년대 초에 2~3명의 유창하지 않은 화자가 남아있다는 보고, 2020년 러시아 인구조사에서 7명의 유그인 인구 중 유그어 화자로 자가 보고한 2명의 인구 등이 있다.